# Centre hospitalier d'Avranches-Granville
Le Centre hospitalier d'Avranches-Granville est un centre hospitalier dans le département de la Manche.
La commune de Granville dispose sur son territoire, en association avec Avranches d’un centre hospitalier d’une capacité d’accueil de 723 lits, proposant des services de médecine générale, chirurgie, gynécologie-obstétrique, cardiologie et SMUR. Le centre est aussi équipé d’un scanner.